# Camaiore
Camaiore es una localidad italiana de la provincia de Lucca, región de Toscana, con 32.368 habitantes.

## Geografía

### Territorio

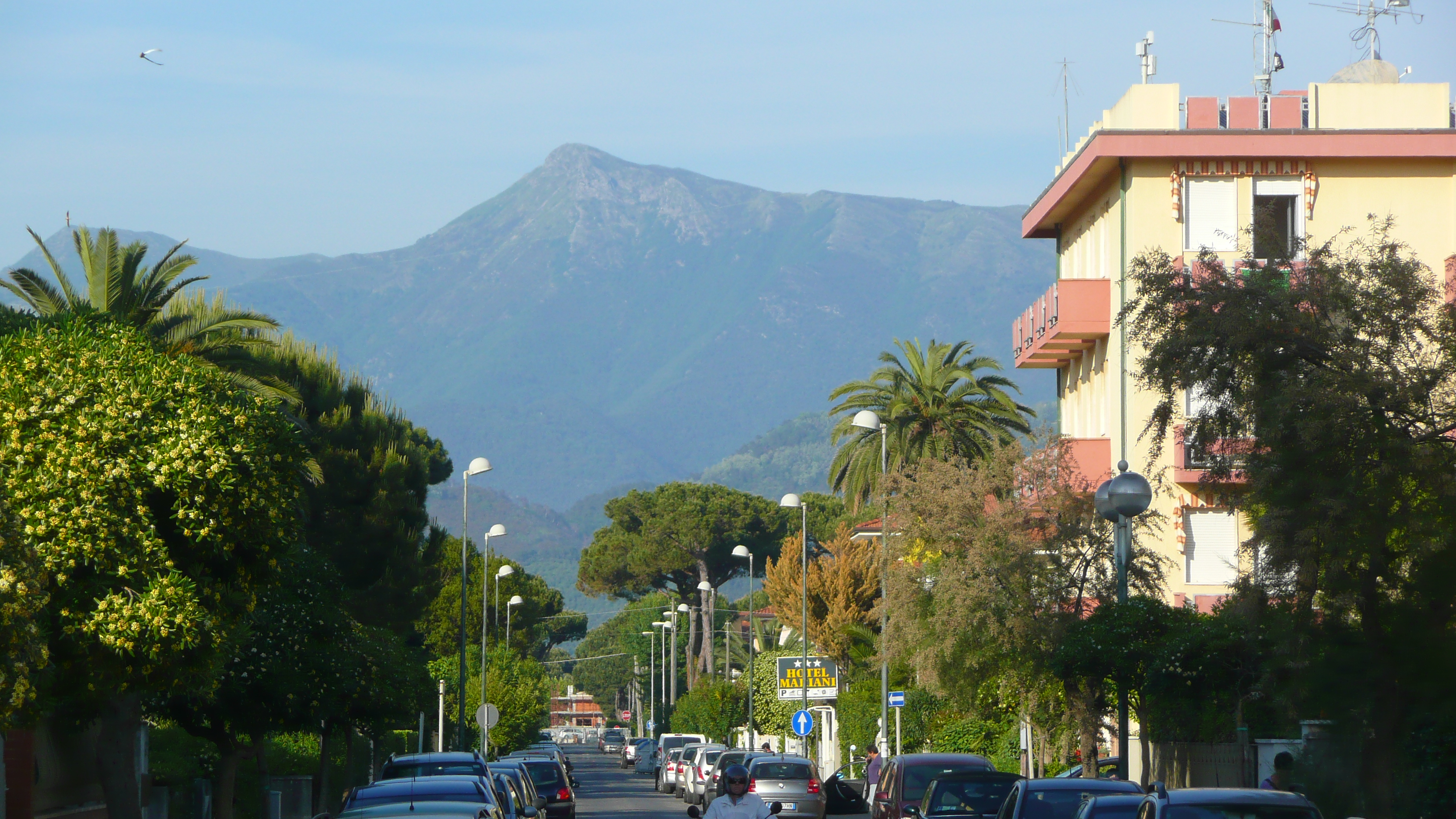
Lido di Camaiore

El territorio de Camaiore es muy diverso, va desde la playa de Lido di Camaiore hasta los picos de los Alpes Apuanos, como el Monte Prana, el Monte Matanna y el Monte Gabberi, pasando por cerros más o menos altos. También es importante la llanura de los capezzanos conocida por el cultivo de flores o los viveros, además en la zona costera y en las regiones montañosas se presentan pequeños cultivos de olivos y vides.
Desde el punto de vista hidrográfico, Camaiore es muy rico en agua, especialmente en grandes capas subterráneas, de donde se extrae continuamente tanto para uso privado, sobre todo para el cultivo de las flores. Pequeños cursos de agua recorren todo el territorio, alimentados por el drenaje de las aguas de las montañas; entre los más grandes, el río Lombricese cuyo curso corre a los pies del Monte Gabberi y atraviesa el pueblo vecino de Lombrici uniéndose posteriormente con otro curso, el Lucese, que en lugar de descender del paso homónimo alcanza aguas abajo a través de las fracciones de Nocchi, Marignana, la parte sur de Pieve di Camaiore hasta Camaiore. A partir de aquí, se unirá al Lombricese para formar el río Camaiore, que en su desembocadura también se llama Fosso dell'Abate.
En todo el territorio también se presentan pequeñas cuencas o lagos de tamaño pequeño, alimentados por los diversos manantiales. Gran parte del territorio es considerado como de Peligro hidráulico muy alto.

### Clima
El clima de Camaiore es templado. La temperatura media anual es de 14 °C. el mes más frío es enero (2 °C de media) y los más cálidos son julio y agosto (29 °C)
| Parámetros climáticos promedio de Camaiore | Parámetros climáticos promedio de Camaiore | Parámetros climáticos promedio de Camaiore | Parámetros climáticos promedio de Camaiore | Parámetros climáticos promedio de Camaiore | Parámetros climáticos promedio de Camaiore | Parámetros climáticos promedio de Camaiore | Parámetros climáticos promedio de Camaiore | Parámetros climáticos promedio de Camaiore | Parámetros climáticos promedio de Camaiore | Parámetros climáticos promedio de Camaiore | Parámetros climáticos promedio de Camaiore | Parámetros climáticos promedio de Camaiore | Parámetros climáticos promedio de Camaiore |
| Mes                                        | Ene.                                       | Feb.                                       | Mar.                                       | Abr.                                       | May.                                       | Jun.                                       | Jul.                                       | Ago.                                       | Sep.                                       | Oct.                                       | Nov.                                       | Dic.                                       | Anual                                      |
| ------------------------------------------ | ------------------------------------------ | ------------------------------------------ | ------------------------------------------ | ------------------------------------------ | ------------------------------------------ | ------------------------------------------ | ------------------------------------------ | ------------------------------------------ | ------------------------------------------ | ------------------------------------------ | ------------------------------------------ | ------------------------------------------ | ------------------------------------------ |
| Temp. máx. media (°C)                      | 11                                         | 12                                         | 15                                         | 18                                         | 22                                         | 26                                         | 29                                         | 29                                         | 26                                         | 21                                         | 16                                         | 12                                         | 19.8                                       |
| Temp. mín. media (°C)                      | 2                                          | 3                                          | 5                                          | 7                                          | 11                                         | 14                                         | 17                                         | 17                                         | 14                                         | 11                                         | 6                                          | 3                                          | 9.2                                        |
| Precipitación total (mm)                   | 74                                         | 70                                         | 77                                         | 80                                         | 61                                         | 43                                         | 24                                         | 57                                         | 88                                         | 120                                        | 122                                        | 85                                         | 901                                        |
| Humedad relativa (%)                       | 75                                         | 71                                         | 70                                         | 72                                         | 72                                         | 70                                         | 67                                         | 68                                         | 71                                         | 72                                         | 74                                         | 76                                         | 71.5                                       |
| Fuente: Il Meteo                           |                                            |                                            |                                            |                                            |                                            |                                            |                                            |                                            |                                            |                                            |                                            |                                            |                                            |

## Lugares de Interés

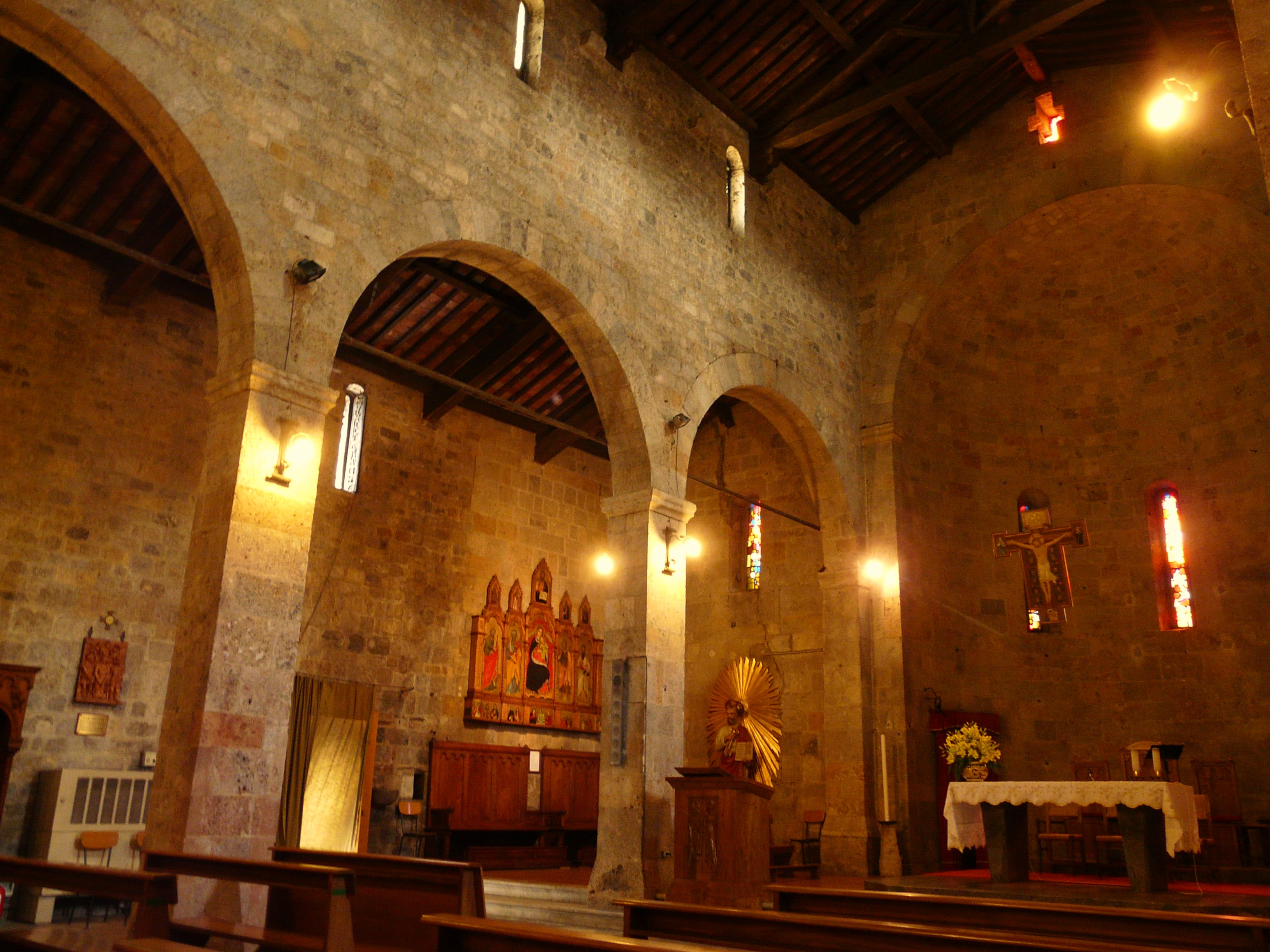
Interior de la abadía de San Pedro

- Abadía de San Pedro: Es una abadía católica de estilo románico fundada por monjes benedictinos en el siglo VIII.
- Iglesia colegiata de Santa María Asunta: Es la iglesia principal de Camaiore, situada en el centro de la ciudad y fundada en el año 1278. su exterior es de estilo románico y el interior barroco debido a las modificaciones hechas luego del terremoto de 1536.
- Iglesia de la inmaculada concepción de San Lázaro: Es una iglesia católica construida junto con su convento franciscano en año 1610, en el claustro se puede apreciar varias lápidas que dan cuenta de la sepultura de varios nobles camaionesis.
- Iglesia de San Miguel: Es una iglesia de estilo románico ubicada en la Plaza Armando Díaz, fue reconstruida luego de la Segunda Guerra Mundial
- Teatro del Olivo: Es uno de los teatros más antiguos de la Provincia de Lucca, se encuentra en el centro de la ciudad de Camaiore, frente a la iglesia de San Vicente. Su administración está a cargo del Municipio quien a mediados de los años ochenta inició su restauración. En agosto de 2003 con un espectáculo dedicado a Giorgio Gaber se puso en funcionamiento nuevamente el Teatro.
- Muséo Arqueológico municipal: Es un museo ubicado en Piazza Francigena, Camaiore, que con sus 13 salas, da testimonio arqueológico del territorio desde la prehistoria hasta el renacimiento.

## Evolución demográfica
| Hombres | Edad  | Mujeres |
| ------- | ----- | ------- |
| 0,00    | 100+  | 0,02    |
| 0,05    | 95-99 | 0,14    |
| 0,23    | 90-95 | 0,83    |
| 0,88    | 85-89 | 1,59    |
| 1,56    | 80-84 | 2,39    |
| 2,39    | 75-79 | 2,92    |
| 2,61    | 70-74 | 2,98    |
| 2,87    | 65-69 | 3,27    |
| 3,11    | 60-64 | 3,16    |
| 3,77    | 55-59 | 3,82    |
| 4,27    | 50-54 | 4,60    |
| 4,07    | 45-49 | 4,53    |
| 3,93    | 40-44 | 3,96    |
| 2,83    | 35-39 | 3,01    |
| 2,39    | 30-34 | 2,60    |
| 2,50    | 25-29 | 2,31    |
| 2,26    | 20-24 | 2,23    |
| 2,21    | 15-19 | 1,97    |
| 2,24    | 10-14 | 1,98    |
| 2,25    | 5-9   | 2,03    |
| 1,68    | 0-4   | 1,56    |

Según los datos del Instituto Nacional de Estadísticas Italiano (ISTAT), al primero de enero de 2017, la comunidad extranjera en Camaiore representa el 5,27 % de los habitantes (1707), principalmente provienen de Europa 67,25 % y África 17,75 %.  
Las comunidades más numerosas son la rumana con 653 personas (38,25 %), la albana 105 personas (6,15 %)y la Marroquí, 207 personas (12,13 %)
Como en muchas otras ciudades Italianas, la población de jubilados es mucho mayor que la de los menores de 14 años, y envejece de manera constante.25
| Gráfica de evolución demográfica de Camaiore entre 1861 y 2017 |
|                                                                |
| Fuente ISTAT - Elaboración gráfica por parte de Wikipedia      |

## Deportes
Entre fines de febrero y principios de marzo tiene lugar la carrera ciclista por el Gran Premio Ciudad de Camaiore. Esta competición fue creada en 1949 como carrera amateur hasta 1965. Desde la creación de los Circuitos Continentales UCI en 2005 forma parte del UCI Europe Tour, dentro de la categoría 1.1.
Asimismo, en varias oportunidades en la fracción de Lido de Camaiore finalizaron etapas del Giro de Italia,
- 1997 (28 de mayo): 11.ª etapa, ganador Gabriele Missaglia.
- 2002 (19 de mayo): 7.ª etapa, ganador Rik Verbrugghe.
- 2007 (21 de mayo): 9.ª etapa, ganador Danilo Napolitano.

El equipo de fútbol más importante de la ciudad es el Asociación Deportiva Dilettantistica Camaiore Calcio (A.S.D. Camaiore), que jugó en el campeonato de la Serie D y actualmente juega en la serie A de la Eccellenza Toscana.
El equipo de Voleibol masculino de Camaiore juega en la Serie B2 del campeonato nacional.

## Ciudades Hermanadas
- Rovigno 1990.
- L'Hôpital 2000.
- Überherrn 2000.
- Castel di Casio 2008.
- Carpentras 2009.
- Cody 2017.